# Allende mi abuelo Allende
Allende mi abuelo Allende es un documental de la directora chilena Marcia Tambutti Allende, nieta de Salvador Allende, expresidente de Chile. El film retrata la vida cotidiana del mandatario y cómo su familia enfrenta en la actualidad la relación que tuvieron con él mientras vivió. 
Se estrenó el 17 de mayo de 2015 en el Festival de Cannes, donde obtuvo el Ojo de oro a Mejor Documental.
En el año 2016 fue nominada en la categoría Mejor Película Documental para los Premios Platino.

## Sinopsis
Marcia desea cambiar la costumbre familiar de no hablar de su trágico pasado. Han transcurrido 35 años del golpe de Estado en Chile que derrocó a su abuelo Salvador Allende, y cree que ha llegado el momento de recuperar las imágenes de la vida cotidiana, pérdidas con el golpe y descubrir el pasado íntimo, que ha estado sumergido bajo la trascendencia política de Allende, el exilio y el dolor de su familia.
Con una mirada cálida y aguda, Marcia dibuja un retrato familiar que aborda las complejidades de las pérdidas irreparables y el papel de la memoria en tres generaciones de una familia icónica. Esa mirada traslúcida apela a la propia intimidad del espectador, haciéndolo sentir testigo presente de la historia.

## Estreno
Luego de su paso por el Festival de Cannes, la pieza audiovisual dirigida por la nieta del expresidente tuvo su 'avant première' el 27 de agosto de 2015, en el marco del Santiago Festival Internacional de Cine realizado en el Cine Hoyts La Reina.  
El 3 de septiembre de 2015, la cinta tuvo su estreno masivo en las salas de cine y fue reproducida en 19 ciudades a lo largo de todo Chile. 
En el marco de la conmemoración de los 43 años del Golpe Militar, el documental fue estrenado en internet el 10 de septiembre de 2015.